# Blaue Brillenschlange
Die Blaue Brillenschlange ist ein Schweizer Kinder- und Jugendliteraturpreis, mit dem jährlich seit 1985 herausragende Bücher zum Thema «Fremde Welten» und «Rassismus» ausgezeichnet werden. Die Blaue Brillenschlange wurde bis 2003 von der Erklärung von Bern und terre des hommes schweiz mit finanzieller Hilfe des Bundesamtes für Kultur vergeben.  Der Preis ist mit 4'000 Franken dotiert (3'000 für Autorschaft, 1'000 für Übersetzung). 

## Preisträger
- 1985 Jürgen Banscherus: Keine Hosenträger für Oya
- 1987 Rafik Schami: Eine Hand voller Sterne
- 1990 Betty Sue Cummings: Vergeßt die Namen nicht (deutsch von Heike Brandt)
- 1991 Rosa Guy: Phyllisia (deutsch von Heike Brandt)
- 1993 Zorro heißt Fuchs. Geschichten der Anden-Indianer
- 1994 Leeper Buss: Ein fremdes Land (deutsch von Heike Brandt)
- 1995 Abdoua Kanta: Lelee, das Hirtenmädchen
- 1996 Jenny Robson: Da musst du durch, Lurch (deutsch von Marion Schweizer)
- 1997 Júlio Emílio Braz: Kinder im Dunkeln
- 1998 Mahmut Baksi und Elin Clason: In der Nacht über die Berge
- 1999 Azouz Begag: Azouz, der Junge vom Stadtrand
- 2001 Mohammad Reza Bayrami: Djalal reitet um sein Leben
- 2002 John Kilaka: Frische Fische
- 2003 Mohieddin Ellabbad: Das Notizbuch des Zeichners
- Kirkpatrick Hill: Starker-Sohn und Schwester